# Diaphorus vulsus
Diaphorus vulsus är en tvåvingeart som beskrevs av Van Duzee 1917. Diaphorus vulsus ingår i släktet Diaphorus och familjen styltflugor.
Artens utbredningsområde är Arizona. Inga underarter finns listade i Catalogue of Life.